# Niñones
Niñones, San Juan de Niñones o San Juan de Niñons (llamada oficialmente San Xoán de Niñóns) es una parroquia y un lugar español del municipio de Puenteceso, en la provincia de La Coruña, Galicia.

## Entidades de población
Entidades de población que forman parte de la parroquia:
- A Eiroa
- A Travesa
- Niñones (Niñóns)

## Demografía
| Gráfica de evolución demográfica de Niñones entre 2000 y 2019 |
|                                                               |
| Datos según el nomenclátor publicado por el INE.              |